# Katharinenkloster Krakės

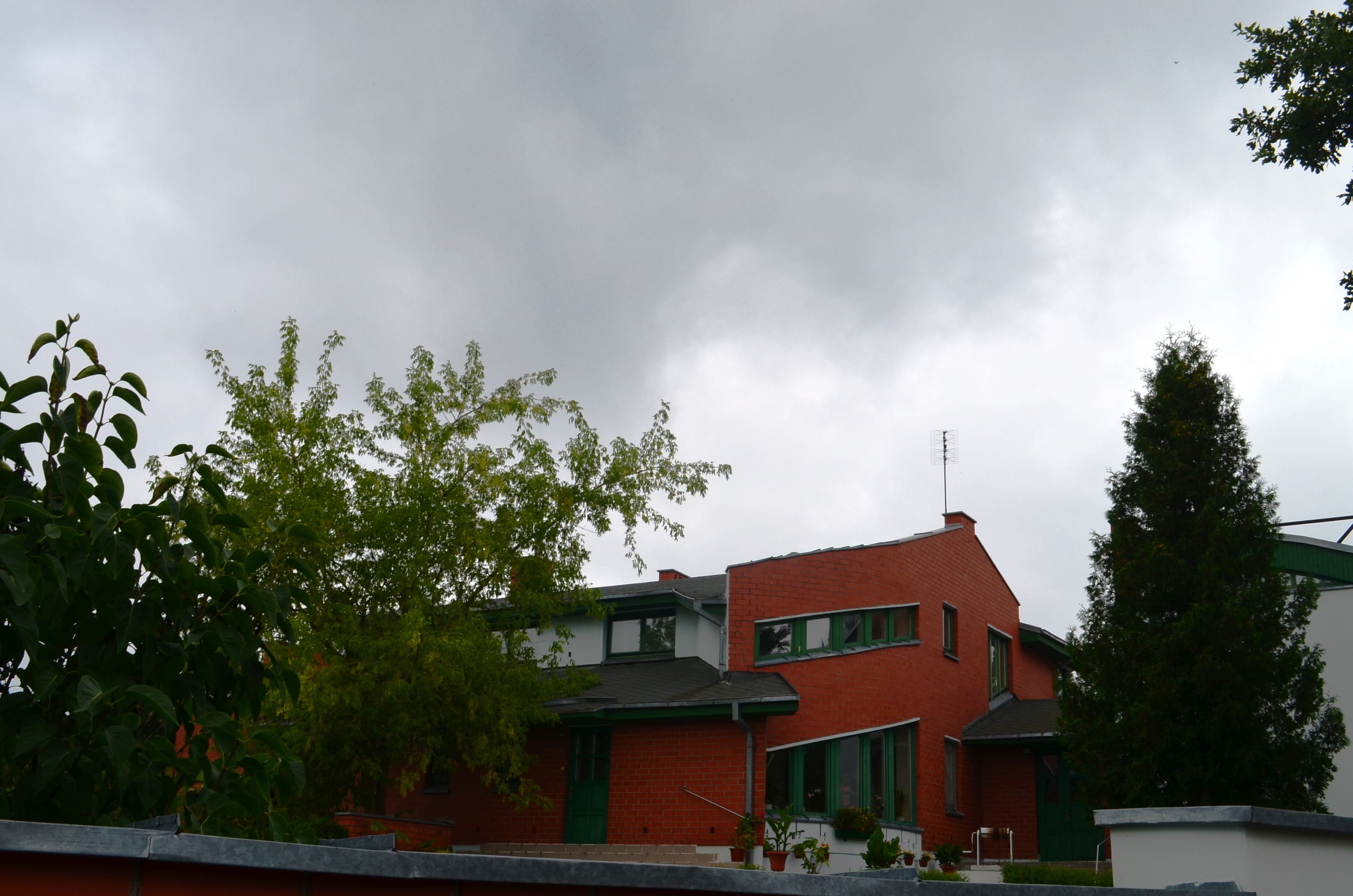
Gebäude

Das Katharinenkloster Krakės (lit. Krakių Šv. Kotrynos vienuolynas) ist ein katholisches Kloster von Katharina von Alexandrien  in Krakės, Rajongemeinde Kėdainiai, im Erzbistum Kaunas, Litauen. Es befindet sich 21 km nordwestlich von der Stadt Kėdainiai. 

## Geschichte
Das Katharinenkloster wurde 1645 gegründet. Der Initiator und Fundator war   Jerzy Tyszkiewicz (1596–1656), Bischof von Niederlitauen. Hier baute man 1692 auch eine Kirche.  1668 lud der Bischof Kazimieras Pacas einige Nonnen aus Ermland. Das Mutterkloster war in Braunsberg. 1722 baute man in Krakės ein neues Kloster.  1948 wurde das Kloster in Sowjetlitauen geschlossen und 1997 wieder geöffnet.